# In the Money
In the Money est un film américain pré-Code réalisé par Frank Strayer, sorti en 1933.

## Synopsis
Un scientifique fou et son fils insouciant finissent par perdre leur fortune.

## Fiche technique
- Réalisation : Frank R. Strayer
- Scénario : Robert Ellis
- Producteur : Maury M. Cohen
- Photographie : M. A. Anderson
- Montage : Roland Reed
- Production : Invincible Pictures Corp.
- Distributeur : Chesterfield Motion Pictures Corp.
- Durée : 66 minutes (7 bobines)[2]
- Date de sortie : 7 novembre 1933

## Distribution
- Richard "Skeets" Gallagher : Spunk Hobbs
- Lois Wilson : Mary "Lambie" Higginbottom
- Warren Hymer : "Gunboat" Bimms
- Sally Starr : Babs Higginbottom
- Arthur Hoyt : Professor Higginbottom
- Junior Coghlan : Dick Higginbottom
- Erin La Bissonier : Genie
- Harold Waldridge : Lionel
- Louise Beavers : Lily